# Speocirolana endeca
Speocirolana endeca är en kräftdjursart som beskrevs av Bowman 1982. Speocirolana endeca ingår i släktet Speocirolana och familjen Cirolanidae. Inga underarter finns listade i Catalogue of Life.